# Золотая малина (премия, 1983)
3-я церемония объявления лауреатов премии «Золотая малина» за сомнительные заслуги в области кинематографа за 1982 год состоялась 11 апреля 1983 года в Лос-Анджелесе, Калифорния.

## Статистика
| Фильм                                | номинации | победы |
| ------------------------------------ | --------- | ------ |
| • Бабочка / Butterfly                | 10        | 3      |
| • Пиратский фильм / The Pirate Movie | 9         | 3      |
| • Инчхон / Inchon                    | 5         | 4      |
| • Энни / Annie                       | 5         | 1      |
| • Мегасилы / Megaforce               | 3         | -      |
| • Да, Джорджо / Yes, Giorgio         | 3         | -      |
| • Соблазнение / The Seduction        | 3         | -      |

## Список лауреатов и номинантов
Победители выделены отдельным цветом. 
| Категории                             | Лауреаты и номинанты | Лауреаты и номинанты                                                                               | Лауреаты и номинанты                                                                               |
| ------------------------------------- | --- | -------------------------------------------------------------------------------------------------- | -------------------------------------------------------------------------------------------------- |
| Худший фильм                          | • Инчхон (MGM-UA/A One Way Production of a Sun Myung Moon Presentation) (продюсер: Мидзухари Исии)                                             | • Инчхон (MGM-UA/A One Way Production of a Sun Myung Moon Presentation) (продюсер: Мидзухари Исии) | • Инчхон (MGM-UA/A One Way Production of a Sun Myung Moon Presentation) (продюсер: Мидзухари Исии) |
| Худший фильм                          | • Энни (Columbia/Rastar) (продюсер: Рэй Старк)                                                                                                 | | |
| Худший фильм                          | • Бабочка (Analysis Releasing/An M. Riklis Presentation) (продюсер: Мэтт Симбер)                                                               | | |
| Худший фильм                          | • Мегасилы (20th Century-Fox/Golden Harvest) (продюсер: Альберт С. Радди)                                                                      | | |
| Худший фильм                          | • Пиратский фильм (20th Century-Fox) (продюсер: Дэвид Джозеф)                                                                                  | | |
| Худшая мужская роль                   | Лоренс Оливье | • Лоренс Оливье — «Инчхон» (за роль генерала Дугласа Макартура)                                    | • Лоренс Оливье — «Инчхон» (за роль генерала Дугласа Макартура)                                    |
| Худшая мужская роль                   | Лоренс Оливье | • Вилли Эймс —                                                                                     | «Рай» (за роль Дэвида), «Влипли!» (за роль Пейтона Николса)                                        |
| Худшая мужская роль                   | Лоренс Оливье | • Кристофер Аткинс — «Пиратский фильм» (за роль Фредерика)                                         | |
| Худшая мужская роль                   | Лоренс Оливье | • Лучано Паваротти — «Да, Джорджо» (за роль Джорджио Фини)                                         | |
| Худшая мужская роль                   | Лоренс Оливье | • Арнольд Шварценеггер — «Конан-варвар» (за роль Конана)                                           | |
| Худшая женская роль                   | | • Пиа Задора — «Бабочка» (за роль Кэди Тайлер)                                                     | • Пиа Задора — «Бабочка» (за роль Кэди Тайлер)                                                     |
| Худшая женская роль                   | • Морган Фэйрчайлд — «Соблазнение» (за роль Джэми Дуглас)                                                                                      | | |
| Худшая женская роль                   | • Миа Фэрроу — «Комедия секса в летнюю ночь» (за роль Ариэль)                                                                                  | | |
| Худшая женская роль                   | • Кристи Макникол — «Пиратский фильм» (за роль Мейбл Стэнли)                                                                                   | | |
| Худшая женская роль                   | • Мэри Тайлер Мур — «Шесть недель» (за роль Шарлотты Дрейфус)                                                                                  | | |
| Худшая мужская роль второго плана     | Эд Макмахон | • Эд Макмахон — «Бабочка» (за роль мистера Гиллеспи)                                               | • Эд Макмахон — «Бабочка» (за роль мистера Гиллеспи)                                               |
| Худшая мужская роль второго плана     | Эд Макмахон | • Майкл Бек — «Мегасилы» (за роль Далласа)                                                         | |
| Худшая мужская роль второго плана     | Эд Макмахон | • Бен Газзара — «Инчхон» (за роль майора Фрэнка Холлсворта)                                        | |
| Худшая мужская роль второго плана     | Эд Макмахон | • Тед Хэмилтон — «Пиратский фильм» (за роль короля пиратов)                                        | |
| Худшая мужская роль второго плана     | Эд Макмахон | • Орсон Уэллс — «Бабочка» (за роль судьи Роча)                                                     | |
| Худшая женская роль второго плана     | | • Эйлин Куинн — «Энни» (за роль Энни)                                                              | • Эйлин Куинн — «Энни» (за роль Энни)                                                              |
| Худшая женская роль второго плана     | • Рутаня Олда — «Амитивилль 2: Одержимость» (за роль Долорес Монтелли)                                                                         | | |
| Худшая женская роль второго плана     | • Коллин Кэмп — «Соблазнение» (за роль Робин)                                                                                                  | | |
| Худшая женская роль второго плана     | • Дайан Кэннон — «Смертельная ловушка» (за роль Майры Брюл)                                                                                    | | |
| Худшая женская роль второго плана     | • Лоис Неттлтон — «Бабочка» (за роль Белль Морган)                                                                                             | | |
| Худшая новая звезда                   | | • Пиа Задора — «Бабочка» (за роль Кэди Тайлер)                                                     | • Пиа Задора — «Бабочка» (за роль Кэди Тайлер)                                                     |
| Худшая новая звезда                   | • Морган Фэйрчайлд — «Соблазнение» (за роль Джэми Дуглас)                                                                                      | | |
| Худшая новая звезда                   | • Лучано Паваротти — «Да, Джорджо» (за роль Джорджио Фини)                                                                                     | | |
| Худшая новая звезда                   | • Эйлин Куинн — «Энни» (за роль Энни) | | |
| Худшая новая звезда                   | • Мистер Ти — «Рокки 3» (за роль Клаббера Лэнга)                                                                                               | | |
| Худший режиссёр                       | | • Кен Эннакин за фильм «Пиратский фильм»                                                           | • Кен Эннакин за фильм «Пиратский фильм»                                                           |
| Худший режиссёр                       | • Теренс Янг за фильм «Инчхон» | | |
| Худший режиссёр                       | • Мэтт Симбер — «Бабочка» | | |
| Худший режиссёр                       | • Джон Хьюстон — «Энни» | | |
| Худший режиссёр                       | • Хэл Нидэм — «Мегасилы» | | |
| Худший сценарий                       | • Робин Мур и Лэрд Кёниг — «Инчхон» | • Робин Мур и Лэрд Кёниг — «Инчхон»                                                                | • Робин Мур и Лэрд Кёниг — «Инчхон»                                                                |
| Худший сценарий                       | • Кэрол Собески — «Энни» | | |
| Худший сценарий                       | • Джон Ф. Гофф и Мэтт Симбер — «Бабочка» | | |
| Худший сценарий                       | • Тревор Фаррант — «Пиратский фильм» | | |
| Худший сценарий                       | • Норман Стейнберг — «Да, Джорджо» | | |
| Худшая музыка к фильму                | • Кит Хайн — «Пиратский фильм» | • Кит Хайн — «Пиратский фильм»                                                                     | • Кит Хайн — «Пиратский фильм»                                                                     |
| Худшая музыка к фильму                | • Эннио Морриконе — «Бабочка» | | |
| Худшая музыка к фильму                | • Джимми Пейдж — «Жажда смерти 2» | | |
| Худшая музыка к фильму                | • Джон Уильямс — «Монсеньор» | | |
| Худшая музыка к фильму                | • Эннио Морриконе — «Нечто» | | |
| Худшая песня к фильму                 | • Pumpin' and Blowin — «Пиратский фильм» — авторы: Терри Бриттен, Б. А. Робертсон и Сью Шифрин                                                 | • Pumpin' and Blowin — «Пиратский фильм» — авторы: Терри Бриттен, Б. А. Робертсон и Сью Шифрин     | • Pumpin' and Blowin — «Пиратский фильм» — авторы: Терри Бриттен, Б. А. Робертсон и Сью Шифрин     |
| Худшая песня к фильму                 | • Comin' Home to You (Is Like Comin' Home to Milk and Cookies) — «Автора! Автора!» — музыка: Дэйв Грузин, слова: Мэрлин Бергман и Алан Бергман | | |
| Худшая песня к фильму                 | • Happy Endings — «Пиратский фильм» — авторы: Терри Бриттен, Б. А. Робертсон и Сью Шифрин                                                      | | |
| Худшая песня к фильму                 | • It's Wrong for Me to Love You — «Бабочка» — музыка: Эннио Морриконе, слова: Кэрол Коннорс                                                    | | |
| Худшая песня к фильму                 | • No Sweeter Cheater Than You — «Поющий по кабакам» — авторы: Гейл Редд и Митчелл Торок                                                        | | |
| Премия за худшие достижения в карьере | • Ирвин Аллен — мастеру катастрофы (The master of disaster).                                                                                   | • Ирвин Аллен — мастеру катастрофы (The master of disaster).                                       | • Ирвин Аллен — мастеру катастрофы (The master of disaster).                                       |